# 源義仲
源 義仲（みなもと の よしなか）は、平安時代末期の信濃源氏の武将。河内源氏の一族、源義賢の次男(河内源氏は日本の第56第清和天皇を祖とする清和源氏の一流)。源頼朝・義経兄弟とは従兄弟（いとこ）にあたる。木曾 義仲（きそ よしなか）の名でも知られる。『平家物語』においては朝日将軍（あさひしょうぐん、旭将軍とも）と呼ばれている。
以仁王の令旨によって挙兵、都から逃れたその遺児を北陸宮として擁護し、倶利伽羅峠の戦い・篠原の戦いで平氏の大軍を破って入京する。連年の飢饉で荒廃した都の治安回復を期待されたが、治安の回復の遅れと大軍が都に居座ったことによる食糧事情の悪化、皇位継承への介入などにより後白河法皇と不和となる。法住寺合戦に及んで法皇と後鳥羽天皇を幽閉して征東大将軍(征夷大将軍とも)となるが、源頼朝が送った源範頼・義経の軍勢により、粟津の戦いで討たれた。

## 生涯

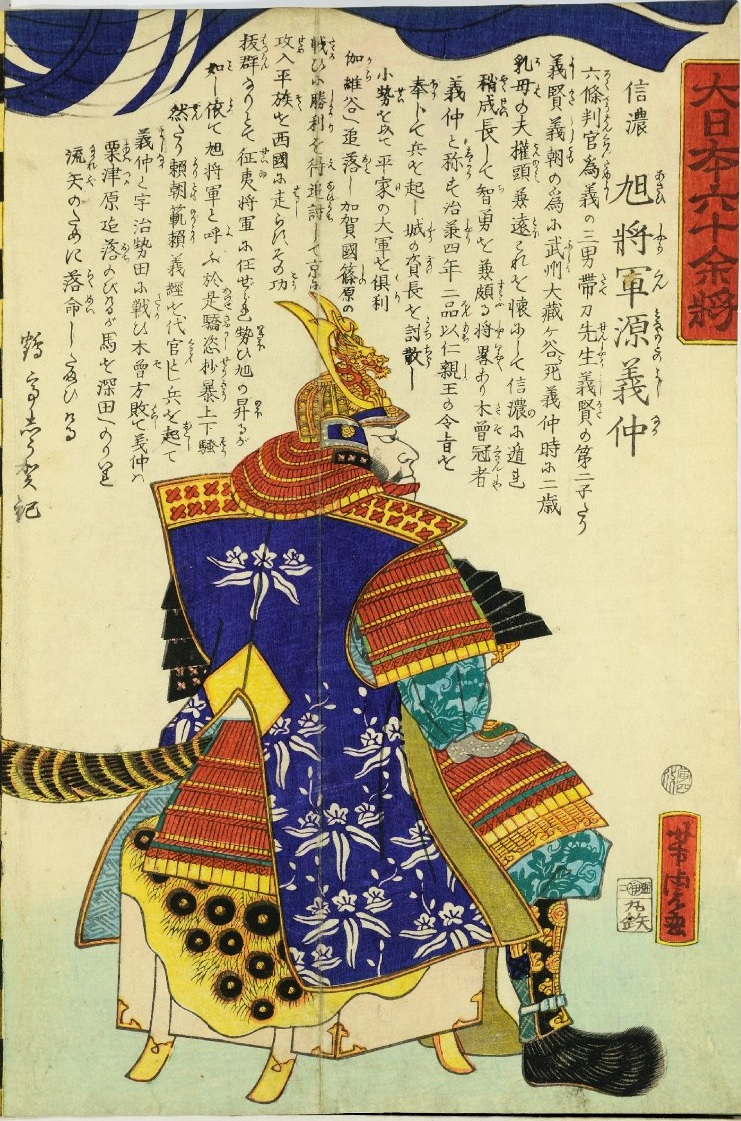
「大日本六十余将」より『信濃 旭将軍源義仲』、大判錦絵

### 生い立ち
河内源氏の一門で東宮帯刀先生を務めた源義賢の次男として生まれる。幼名は駒王丸。義賢は武蔵国の最大勢力である秩父重隆と結んでその娘を娶るが、義仲の生母は遊女と伝えられる。義仲の前半生に関する史料はほとんどなく、出生地は義賢が館を構えた武蔵国の大蔵館（現・埼玉県比企郡嵐山町）と伝えられる。
『平家物語』や『源平盛衰記』によれば、父・義賢はその兄（義仲にとって伯父）・義朝との対立により大蔵合戦で義朝の長男（義仲にとって従兄）・義平に討たれる。当時2歳の駒王丸は義平によって殺害の命が出されるが、畠山重能・斎藤実盛らの計らいで信濃国へ逃れたという。『吾妻鏡』によれば、駒王丸は乳父である中原兼遠の腕に抱かれて信濃国木曽谷（現在の長野県木曽郡木曽町）に逃れ、兼遠の庇護下に育ち、通称を木曾次郎と名乗った。異母兄で義賢嫡男の仲家は義賢の死後、京都で源頼政の養子となっている。
『源平盛衰記』によると「信濃の国安曇郡に木曽という山里あり。義仲ここに居住す」と記されており、現在の木曽は当時美濃の国であったことから、義仲が匿われていたのは、今の東筑摩郡朝日村（朝日村木曽部桂入周辺）という説もある。諏訪大社に伝わる伝承では一時期、下社の宮司である金刺盛澄に預けられて修行したといわれている。こうしたこととも関係してか、後に手塚光盛などの金刺一族が挙兵当初から中原一族と並ぶ義仲の腹心となっている。

### 挙兵

義仲館の銅像。巴御前と並ぶ

治承4年（1180年）、以仁王が全国に平氏打倒を命じる令旨を発し、叔父・源行家が諸国の源氏に挙兵を呼びかける。八条院蔵人となっていた兄・仲家は、5月の以仁王の挙兵に参戦し、頼政とともに宇治で討死している。
同年9月7日、義仲は兵を率いて北信の源氏方救援に向かい（市原合戦）、そのまま父の旧領である多胡郡のある上野国へと向かう。2ヵ月後に信濃国に戻り、小県郡依田城にて挙兵する。上野から信濃に戻ったのは、頼朝あるいは藤姓足利氏と衝突することを避けるためといわれている。
翌年の治承5年（1181年）6月、小県郡の白鳥河原に木曾衆・佐久衆（平賀氏等）・甲斐衆（上州衆との説もある）など3千騎を集結、越後国から攻め込んできた城助職を横田河原の戦いで破り、そのまま越後から北陸道へと進んだ。寿永元年（1182年）、北陸に逃れてきた以仁王の遺児・北陸宮を擁護し、以仁王挙兵を継承する立場を明示し、また、頼朝と結んで南信濃に進出した武田信光ら甲斐源氏との衝突を避けるために頼朝・信光の勢力が浸透していない北陸に勢力を広める。
寿永2年（1183年）2月、頼朝と敵対し敗れた志田義広と、頼朝から追い払われた行家が義仲を頼って身を寄せ、この2人の叔父を庇護したことで頼朝と義仲の関係は悪化する。また『平家物語』『源平盛衰記』では、武田信光が娘を義仲の嫡男・義高に嫁がせようとして断られた腹いせに、義仲が平氏と手を結んで頼朝を討とうとしていると讒言したとしている。両者の武力衝突寸前に和議が成立し、3月に義高を人質として鎌倉に送ることで頼朝との対立は一応の決着がつくが、後にまた対立する。
4月、平氏は京の兵糧の供給地である北陸道の回復を図り、平維盛を大将として北陸に出陣。越前国で火打城の戦いに勝利した平氏軍は、加賀国に入っても連戦連勝で破竹の進撃を続ける。義仲は今井兼平に6千の先遣隊を率いさせ、平氏軍の平盛俊による先遣隊が陣を張る越中国の般若野を奇襲する（般若野の戦い）。この奇襲が功を奏して平家軍は越中・加賀国の国境にある礪波山倶利伽羅峠の西に戻ることになる。
5月11日、義仲は倶利伽羅峠の戦いで10万ともいわれる維盛率いる平氏の北陸追討軍を破り、続く加賀国での篠原の戦いにも勝利して勝ちに乗った義仲軍は沿道の武士たちを糾合し、破竹の勢いで京都を目指して進軍する。6月10日には越前国、13日には近江国へ入り、6月末に都への最後の関門である延暦寺との交渉を始める。右筆の大夫房覚明に書かせた諜状（通告文書）の内容は「平氏に味方するのか、源氏に味方するのか、もし悪徒平氏に助力するのであれば我々は大衆と合戦することになる。もし合戦になれば延暦寺は瞬く間に滅亡するだろう」といういささか恫喝めいたものだった。7月22日に義仲が東塔惣持院に城郭を構えたことが明らかとなる。また、源行家が伊賀方面から進攻し、安田義定ら他の源氏武将も都に迫り、摂津国の多田行綱も不穏な動きを見せるようになる。25日、都の防衛を断念した平氏は安徳天皇とその異母弟・守貞親王（皇太子に擬された）を擁して西国へ逃れた。なお平氏は後白河法皇も伴うつもりであったが、危機を察した法皇は比叡山に登って身を隠し、都落ちをやりすごした。
なお、義仲の名が『玉葉』に初めて登場するのは倶利伽羅峠の戦いについて記した寿永2年（1183年）5月16日条であり、その直前の4月25日条では東国・北国の反乱の中心を頼朝・武田信義としており、無位無官の義仲は京で存在を知られていなかった。義仲の上洛が迫った7月2日条でも、今回は義仲・行家のみが上洛して頼朝は上洛しないと記されており、著者の九条兼実は源氏勢力を一体視している。このことが入京後の義仲を頼朝代官とする見方を生むことになる。

### 入京
7月27日、後白河法皇は義仲に同心した山本義経の子、錦部冠者義高に守護されて都に戻る。『平家物語』では、「この20余年見られなかった源氏の白旗が、今日はじめて都に入る」とその感慨を書いている。義仲は翌日28日に入京、行家とともに蓮華王院に参上し、平氏追討を命じられる。2人は相並んで前後せず、序列を争っていた。また2人の風体のみすぼらしさは「夢か、夢に非ざるか」と貴族を仰天させた。
30日に開かれた公卿議定において、勲功の第一が頼朝、第二が義仲、第三が行家という順位が確認され、それぞれに位階と任国が与えられることになった。だが、おそらくは義仲の反対で頼朝の恩賞は見送られ、謀反人という立場も解消されなかった。また同時に京中の狼藉の取り締まりが義仲に委ねられることになる。義仲は入京した同盟軍の武将を周辺に配置して、自らは中心地である九重（左京）の守護を担当した。
8月10日に勧賞の除目が行われ、義仲は従五位下・左馬頭・越後守、行家は従五位下・備後守に任ぜられる。『平家物語』ではここで義仲が朝日の将軍という称号を得て、義仲と行家が任国を嫌ったので義仲が源氏総領家にゆかりのある伊予守に、行家が備前守に遷ったとしているが、この時点では義仲と差があるとして不満を示したのは行家のみで、義仲が忌避した記録は見られない。行家は13日に備前守に遷ったが、今度はこれに不満を示した義仲が15日に伊予守に遷り、再び行家が義仲と差があると不満を示して閉門するに至った。

### 皇位継承問題への介入
後白河法皇は天皇・神器の返還を平氏に求めたが、交渉は不調に終わった。やむを得ず、都に残っている高倉上皇の二人の皇子、三之宮（惟明親王）か四之宮（尊成親王、後の後鳥羽天皇）のいずれかを擁立することに決める。ところがこの際に義仲は今度の大功は自らが推戴してきた北陸宮の力であり、また平氏の悪政がなければ以仁王が即位していたはずなので以仁王の系統こそが正統な皇統として、北陸宮を即位させるよう比叡山の俊堯を介して朝廷に申し立てた。
しかし天皇の皇子が二人もいるのに、それを無視して王の子にすぎない北陸宮を即位させるという皇統を無視した提案を朝廷側が受け入れるはずもなかった。摂政・九条兼実が「王者の沙汰に至りては、人臣の最にあらず」 と言うように、武士などの「皇族・貴族にあらざる人」が皇位継承問題に介入してくること自体が、皇族・貴族にとって不快であった。朝廷では義仲を制するための御占が数度行われた末、8月20日に四之宮が践祚した。兄であるはずの三之宮が退けられたのは、法皇の寵妃・丹後局の夢想が大きく作用したという。
いずれにしても北陸宮推挙の一件は、伝統や格式を重んじる法皇や公卿達から、宮中の政治・文化・歴史への知識や教養がない「粗野な人物」として疎まれる契機となるに十分だった。山村に育った義仲は、半ば貴族化した平氏一門や幼少期を京都で過ごした頼朝とは違い、そうした世界に触れる機会が存在しなかったのである。

### 治安回復の遅れ
また義仲は京都の治安回復にも期日を要した。養和の飢饉で食糧事情が極端に悪化していた京都に、遠征で疲れ切った武士達の大軍が居座ったために、遠征軍による都や周辺での略奪行為が横行する。9月になると「凡そ近日の天下武士の外、一日存命の計略無し。仍つて上下多く片山田舎等に逃げ去ると云々。四方皆塞がり、畿内近辺の人領、併しながら刈り取られ了んぬ。段歩残らず。又京中の片山及び神社仏寺、人屋在家、悉く以て追捕す。その外適々不慮の前途を遂ぐる所の庄上の運上物、多少を論ぜず、貴賤を嫌わず、皆以て奪ひ取り了んぬ」 という有様で、治安は悪化の一途をたどった。京中守護軍は義仲の部下ではなく、行家や安田義定、近江源氏・美濃源氏・摂津源氏などの混成軍であり、義仲が全体を統制できる状態になかった。『平家物語』には狼藉停止の命令に対して、「都の守護に任じる者が馬の一疋を飼って乗らないはずがない。青田を刈って馬草にすることをいちいち咎めることもあるまい。兵粮米がなければ、若い者が片隅で徴発することのどこが悪いのだ。大臣家や宮の御所に押し入ったわけではないぞ」と義仲の開き直りとも取れる発言が記されている。
後白河法皇と義仲の関係は修復困難な状態となり、以仁王と密接な関係を持つ八条院も法皇に同調して義仲を見限ったが、八条院の荘園に対する乱暴もその一因と見られ、義仲は京において孤立無援の状態となった。法皇は19日に義仲を呼び出し、「天下静ならず。又平氏放逸、毎事不便なり」 と責めた。立場の悪化を自覚した義仲はすぐに平氏追討に向かうことを奏上し、法皇は自ら剣を与え出陣させた。義仲は、失った信用の回復や兵糧の確保のために、戦果を挙げなければならなかった。義仲は腹心の樋口兼光を京都に残して播磨国へ下向した。義仲配下の乱暴に手を焼いた法皇が体よく京から追い出したのである。

### 後白河法皇への抗議
義仲の出陣と入れ替わるように、朝廷に頼朝の申状が届く。内容は「平家横領の神社仏寺領の本社への返還」「平家横領の院宮諸家領の本主への返還」「降伏者は斬罪にしない」というもので、「一々の申状、義仲等に斉しからず」 と朝廷を大いに喜ばせるものであった。10月9日、法皇は頼朝を本位に復して赦免、14日には寿永二年十月宣旨を下して、東海・東山両道諸国の事実上の支配権を与える。当初は北陸道も含まれていたが後に義仲の怒りを受けて除外された。
義仲は、西国で苦戦を続けていた。閏10月1日の水島の戦いでは平氏軍に惨敗し、有力武将の矢田義清・海野幸広を失う。戦線が膠着状態となる中で義仲の耳に飛び込んできたのは、頼朝の弟の九郎（源義経）が大将軍となり数万の兵を率いて上洛するという情報だった。驚いた義仲は平氏との戦いを切り上げて、15日に少数の軍勢で帰京する。20日、義仲は君を怨み奉る事二ヶ条として、頼朝の上洛を促したこと、頼朝に宣旨を下したことを挙げ、「生涯の遺恨」であると法皇に激烈な抗議をした。義仲は、頼朝追討の宣旨ないし御教書の発給、志田義広の平氏追討使への起用を要求する。
義仲の敵はすでに平氏ではなく頼朝に変わっていた。19日の源氏一族の会合では法皇を奉じて関東に出陣するという案を出し、26日には興福寺の衆徒に頼朝討伐の命が下された。しかし、前者は行家、土岐光長の猛反対で潰れ、後者も衆徒が承引しなかった。義仲の指揮下にあった京中守護軍は瓦解状態であり、義仲と行家の不和も公然のものだった。

### 決裂
10月22日、義経は伊勢国に到着するが、目的は義仲追討ではなく十月宣旨を各地に伝達しようとしていたと噂されている。11月4日、義経の軍が布和の関（不破の関）にまで達したことで、義仲は頼朝の軍と雌雄を決する覚悟を固める。7日には義経は近江国に到着したが500～600騎の少勢で目的は合戦ではなく、後白河法皇に献上する貢物を持参する使者とされた。8日、義仲と対立していた行家が、法皇の命で義仲と入れ替わるように平氏追討のため京を離れた。一方、頼朝軍入京間近の報に力を得た法皇は、義仲を京都から放逐するため、義仲軍と対抗できる戦力の増強を図るようになる。義仲は義経の手勢が少数であれば入京を認めると妥協案を示すが、法皇は延暦寺や園城寺の協力をとりつけて僧兵や石投の浮浪民などをかき集め、堀や柵をめぐらせ法住寺殿の武装化を計った。さらに義仲陣営の摂津源氏・美濃源氏などを味方に引き入れて、数の上では義仲軍を凌いだ。
圧倒的優位に立ったと判断した法皇は義仲に対して最後通牒を行う。その内容は「ただちに平氏追討のため西下せよ。院宣に背いて頼朝軍と戦うのであれば、宣旨によらず義仲一身の資格で行え。もし京都に逗留するのなら、謀反と認める」という、義仲に弁解の余地を与えない厳しいものだった。
これに対して義仲は「君に背くつもりは全くない。頼朝軍が入京すれば戦わざるを得ないが、入京しないのであれば西国に下向する」と返答した。九条兼実は「義仲の申状は穏便なものであり、院中の御用心は法に過ぎ、王者の行いではない」と義仲を擁護している。義仲の返答に法皇がどう対応したのかは定かでないが、18日に後鳥羽天皇、守覚法親王、円恵法親王、天台座主・明雲が御所に入っており、義仲への武力攻撃の決意を固めたと思われる。

### 法住寺殿襲撃
11月19日、追い詰められた義仲は法住寺殿を襲撃する。院側は土岐光長・光経父子が奮戦したが、義仲軍の決死の猛攻の前に大敗した。義仲の士卒は、御所から脱出しようとした後白河法皇を捕縛して歓喜の声を上げた（『玉葉』同日条）。義仲は法皇を五条東洞院の摂政邸に幽閉する。この戦闘により明雲や円恵法親王が戦死した。九条兼実は「未だ貴種高僧のかくの如き難に遭ふを聞かず」 と慨嘆している。義仲は天台宗の最高の地位にある僧の明雲の首を「そんな者が何だ」と川に投げ捨てたという。20日、義仲は五条河原に光長以下百余の首をさらした。
21日、義仲は松殿基房（前関白）と連携して「世間の事松殿に申し合はせ、毎事沙汰を致すべし」 と命じ、22日、基房の子・師家を内大臣・摂政とする傀儡政権を樹立した。『平家物語』は義仲が基房の娘（藤原伊子とされる）を強引に自分の妻にしたとするが、実際には復権を目論む基房が義仲と手を結び、娘を嫁がせたと見られる。
11月28日、新摂政・松殿師家が下文を出し、前摂政・近衛基通の家領八十余所を義仲に与えることが決まり、中納言・藤原朝方以下43人が解官された。29日、行家は室山の戦いで平氏に敗れ、河内国長野城に立て籠もる。12月1日、義仲は院御厩別当となり、左馬頭を合わせて軍事の全権を掌握。京では平氏上洛の噂が流れ、義仲は2日に平氏に起請文を送って和平交渉に乗り出すが不調に終わる。10日には源頼朝追討の院庁下文を発給させて形式的には官軍の体裁を整え、25日には奥羽の藤原秀衡への頼朝追討の院庁下文を発給させた。
一方、11月21日に法住寺合戦の報告が届くと平信兼や伊勢の武士の多くが義経の軍に合流してその軍勢は大軍に膨れ上がり、また12月には頼朝が弟の源範頼に軍勢を率いさせて京へと向かわせた。

### 最期
寿永3年（1184年）1月、河内国長野城に立て籠もって反旗を翻した行家を追討すべく義仲は樋口兼光を派遣。だが6日には範頼率いる頼朝軍が墨俣を越えて美濃国へ入ったという噂を聞き、義仲は怖れ慄いた。範頼軍は義経の先遣隊と合流し、さらに平信兼や伊勢の平氏家人の他に、元は義仲軍に加わっていた安田義定や葦敷重隆も頼朝軍へと合流していた。11日には義仲は自らを征東大将軍に任命させ、平氏との和睦工作や、後白河法皇を伴っての北国下向を模索するが、数万にも及ぶ範頼・義経らの率いる頼朝軍が目前に迫り開戦を余儀なくされる。義仲は京都の防備を固めるが、法皇幽閉にはじまる一連の行動により既に人望を失っていた義仲に付き従う兵はなく、宇治川や瀬田での戦いに惨敗した（宇治川の戦い）。
戦いに敗れた義仲は今井兼平ら数名の家臣とともに落ち延びるが、21日、近江国粟津（現在の滋賀県大津市）で討ち死にした（粟津の戦い）。九条兼実は「義仲天下を執る後、六十日を経たり。信頼の前蹤と比するに、猶その晩きを思ふ」 と評した。享年31。26日、検非違使が七條河原で義仲と郎党高梨忠直、兼平、根井行親らの首を獄門の前の樹に掛けた（『吾妻鏡』）。
『平家物語』には、義仲が幼い頃から苦楽を共にしてきた巴御前との別れ、兼平との語らい等、巴や兼平の義仲へのお互いの苦しいいたわりの気持ち、美しい主従の絆が書かれている。
義仲が戦死したとき嫡男・義高は頼朝の娘・大姫の婿として鎌倉にいたが、逃亡を図って討たれた。義仲の家系は絶えたとされるが、諸説あり、戦国大名の木曾氏は義仲の子孫を自称している。

## 年譜
以下日付はすべて旧暦日。
- 寿永2年（1183年）

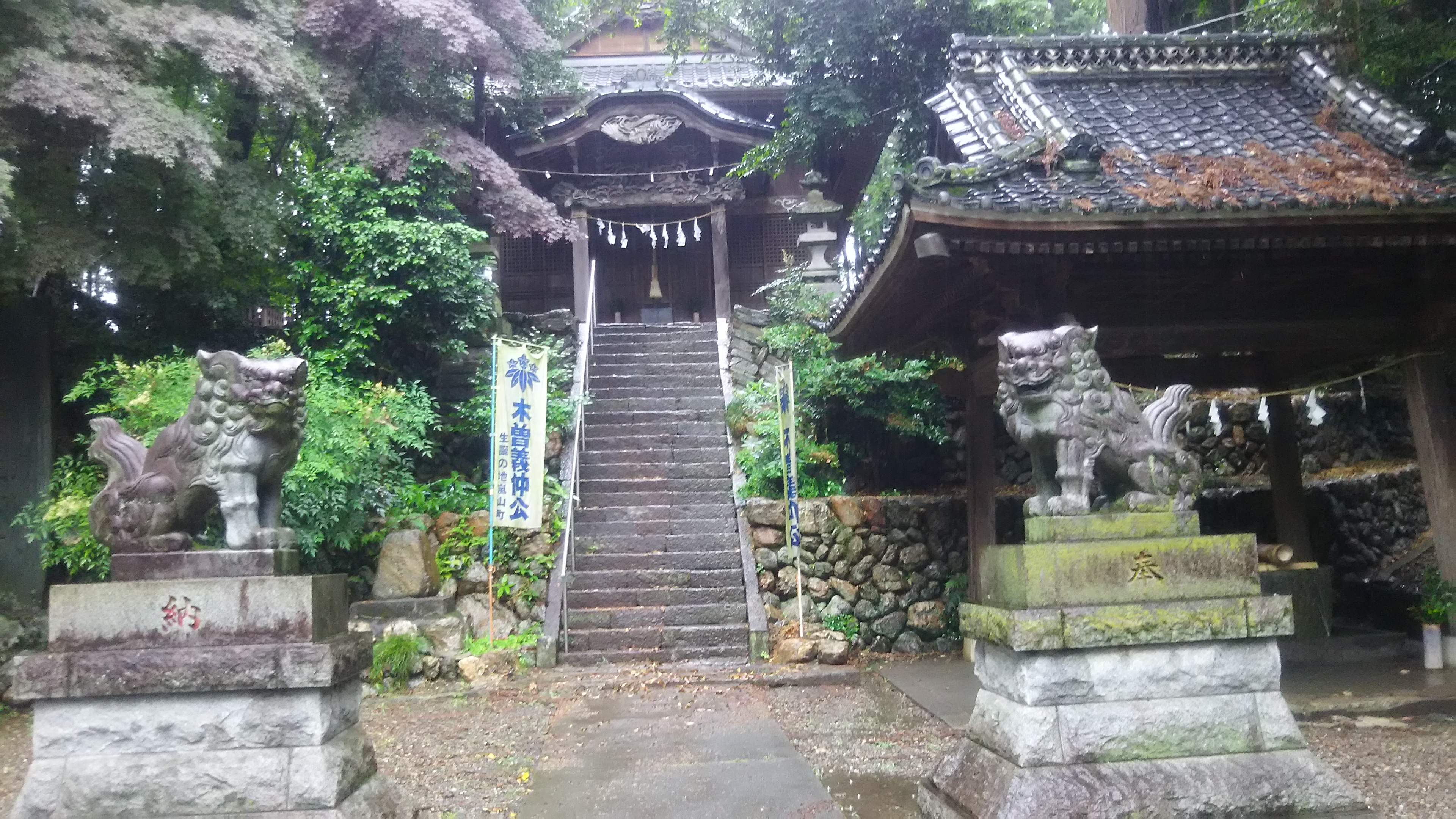
鎌形八幡宮（埼玉県比企郡嵐山町）

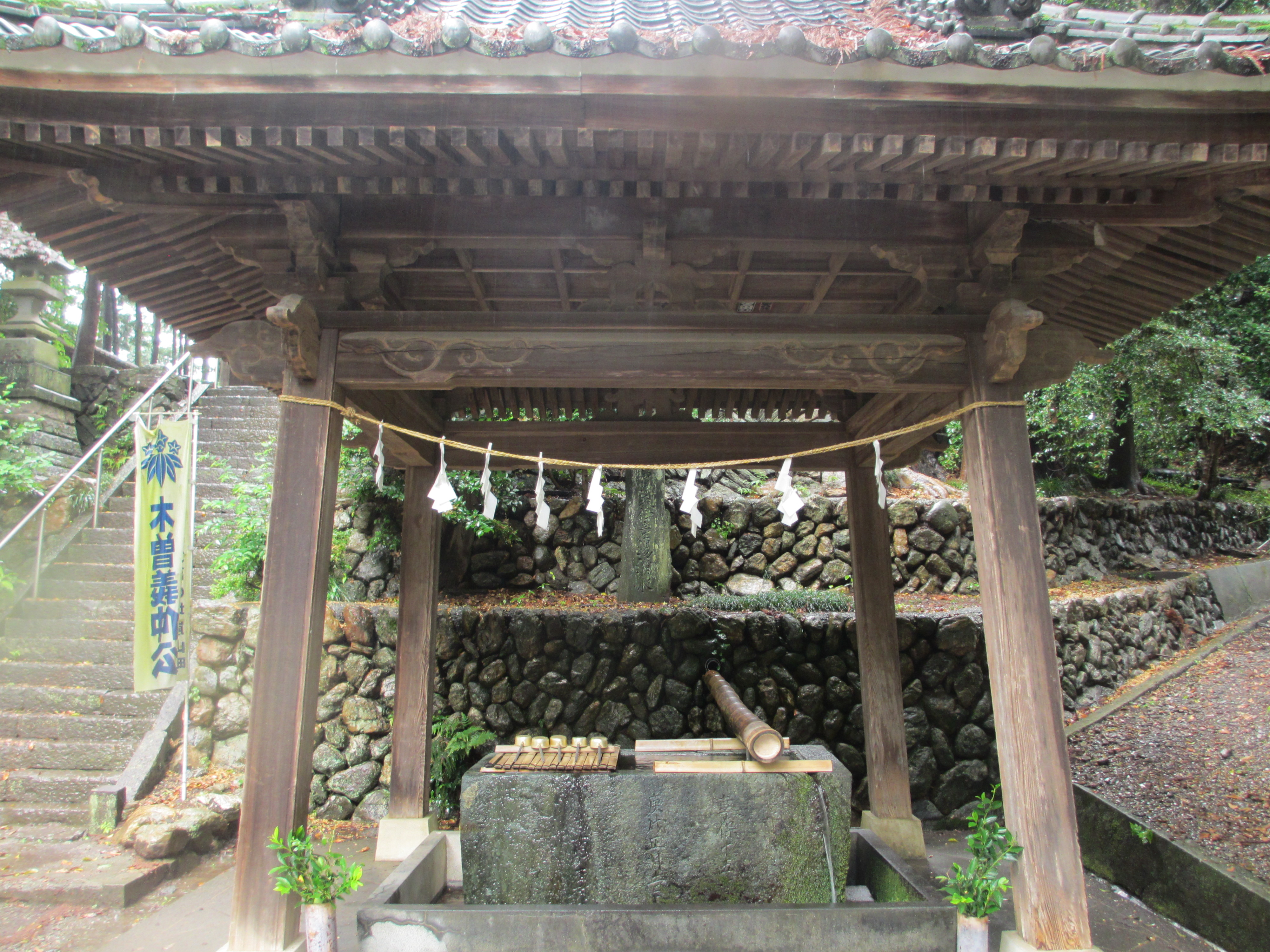
木曽義仲産湯清水（鎌形八幡宮本殿石段右、石碑に刻字）

  - 8月10日：叙従五位下、任左馬頭、兼越後守
  - 8月16日：転伊予守
  - 10月13日：陞従五位上、伊予守如元
  - 12月1日：任院御厩別当（いんのみまやのべっとう）
  - 12月10日：辞左馬頭
- 寿永3年（1184年）
  - 1月2日：陞従四位下、聴昇殿、伊予守如元
  - 1月11日：征東大将軍宣下[注釈 1]

## 人物
生誕地
義仲の生誕地は、現在の埼玉県比企郡嵐山町だといわれている。現在は生誕地に鎌形八幡神社が建ち、義仲の産湯の清水が残されている。義賢の居住地の上野国多胡郡の説もある。『尊卑文脈』によると母親は遊女とある。
家臣・協力者
義仲の下で活躍した、今井兼平、樋口兼光、根井行親、楯親忠の4人の武将を義仲四天王という。養父に中原兼遠、右筆に覚明。
容貌
「眉目形はきよげにて美男なりけれども、堅固の田舎人にて、あさましく頑なにおかしかりけり」「色白う眉目は好い男にて有りけれども立ち居振る舞いの無骨さ、言いたる詞続きの頑ななる事限りなし」（『源平盛衰記』）
銅像
- 般若野の戦いの古戦場とされる富山県高岡市の弓の清水に義仲の銅像がある。また、同市の中田中央公園にも義仲の銅像がある。
- 富山県小矢部市の埴生護国八幡宮に騎馬姿で手綱を持った義仲の銅像がある。また、同市の石動駅前にも義仲の銅像がある。
- 長野県木曽郡木曽町（旧・日義村）の歴史資料館「義仲館」の中庭に、巴御前と並ぶ銅像が立つ。

唱歌・地名
義仲は「信濃の国」（長野県歌）に「朝日将軍義仲」として、仁科の五郎信盛、春台太宰先生、象山佐久間先生とともに信州出身の著名人として詠われている。また義仲が育った木曽郡日義村は、「朝日将軍義仲」に由来して明治7年（1874年）に命名された地名であった（日義村は2005年11月1日から木曽町となり消滅）。
祭事・催事
清和源氏発祥の地、兵庫県川西市で毎年4月に行われる源氏まつりの「懐古行列」では、先祖・源満仲を始めとする清和源氏累代の武将達と並び騎馬武者姿の義仲が登場する。
神楽
胡四王神楽。岩手県指定無形民俗文化財。早池峰岳流山伏神楽の弟子神楽。慶長3年（1598年）幕銘の獅子頭が伝承されており、そのころから始まっていた。「岩手県立博物館平成16年度伝統芸能鑑賞会/岩手県文化財愛護協会第57回岩手郷土芸能祭」に詳しい。

## 評価
- 小説家芥川龍之介は、東京府立第三中学校在学時に『木曾義仲論』を著した。その中で義仲を、直情径行な「木曾山間の野人」であるが、同時に「赤誠の人」「熱情の人」「革命の先動者」と評し、最後に「彼の一生は失敗の一生也。彼の歴史は蹉跌の歴史也。彼の一代は薄幸の一代也。然れども彼の生涯は男らしき生涯也」と総括して、その人となりを敬愛した[46][47]。

## 墓所

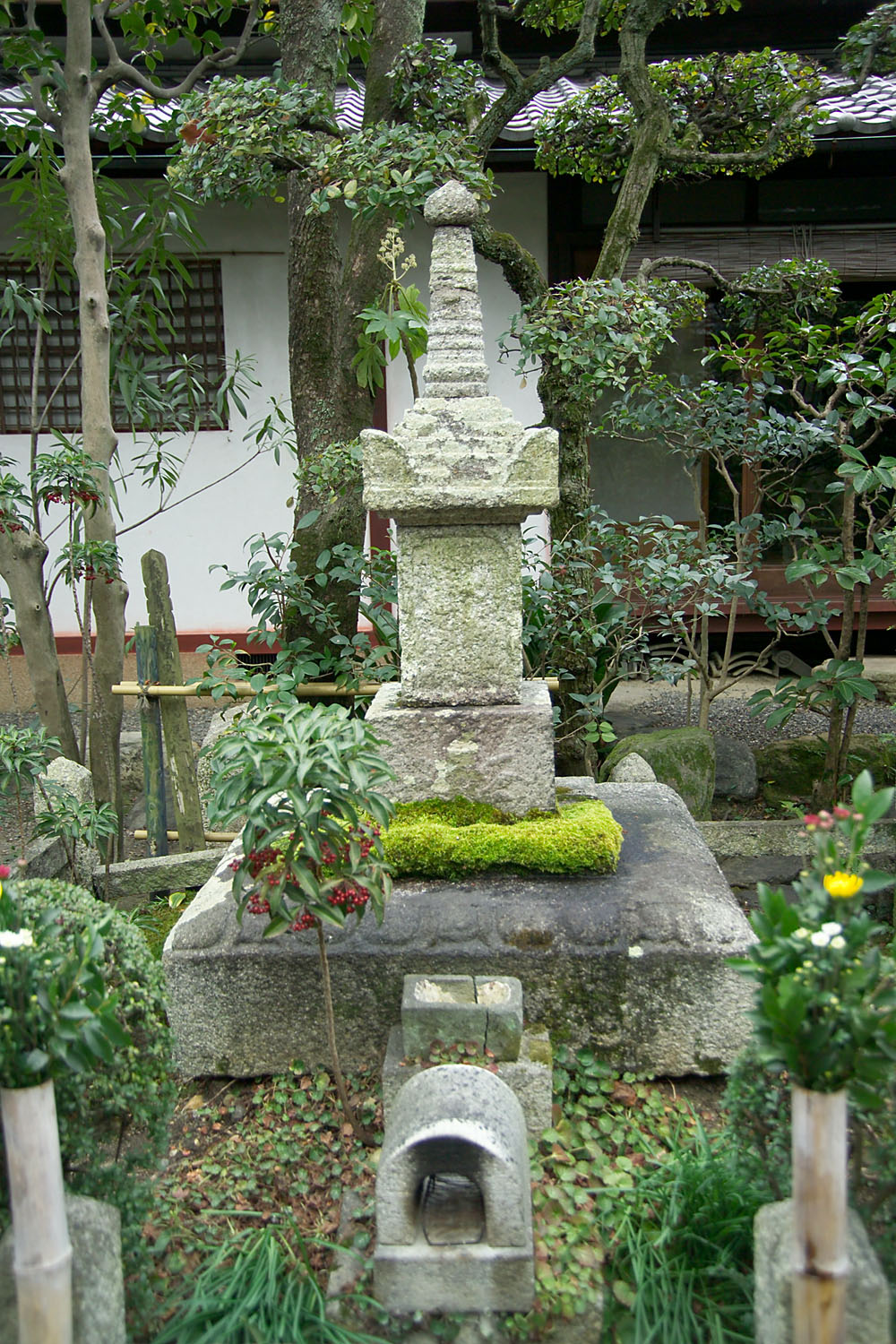
大津市義仲寺の境内にある義仲の墓

- 義仲の墓所は、室町時代に没地近くに開かれた朝日山義仲寺（滋賀県大津市馬場）にあり、義仲寺は江戸時代の俳人・松尾芭蕉の墓があることでも有名な寺である[48]。芭蕉はかねがね義仲の生涯に思いを寄せ、生前から義仲の隣に葬って欲しいと言っていた。芭蕉は江戸在住だったが、大阪の句会に出席したとき亡くなったので、弟子が義仲寺に運んだという。
- 京都市東山区の法観寺には、首塚がある。義仲の首は京都でさらし首にされた。後に、法観寺の近くに埋葬されていた。これを移したものである。
- 長野県木曽町日義の徳音寺には、義仲の霊廟と、上段に義仲を、一段下に樋口兼光、巴御前、小枝御前、今井四郎の墓が建立されている。
- 長野県木曽町福島の興禅寺には、義仲と木曽氏の三基並んだ墓を木曽氏が建立したという。
- 尚、木曽家の家紋としては竜胆紋、九曜紋が用いられているとのこと。

## 子孫
- 木曾義基 - 義仲の三男。父・義仲の敗死後、安曇郡の豪族仁科義重に臣従し、曽山神明宮（長野県大町市八坂）に庇護され、のちに木曽谷の領主に据えられた[49]。義基と弟・義宗が義仲の死後遺臣に匿われ、現在の群馬県渋川市北橘町箱田に落ち延びたという伝承が当地の木曾三柱神社にあるが、疑わしい[50]。
- 葦原検校（木曾義長） - 義仲の子孫と称した江戸幕府の奥医師。木曾氏の再興を目指した人物[51]。